# 突击队

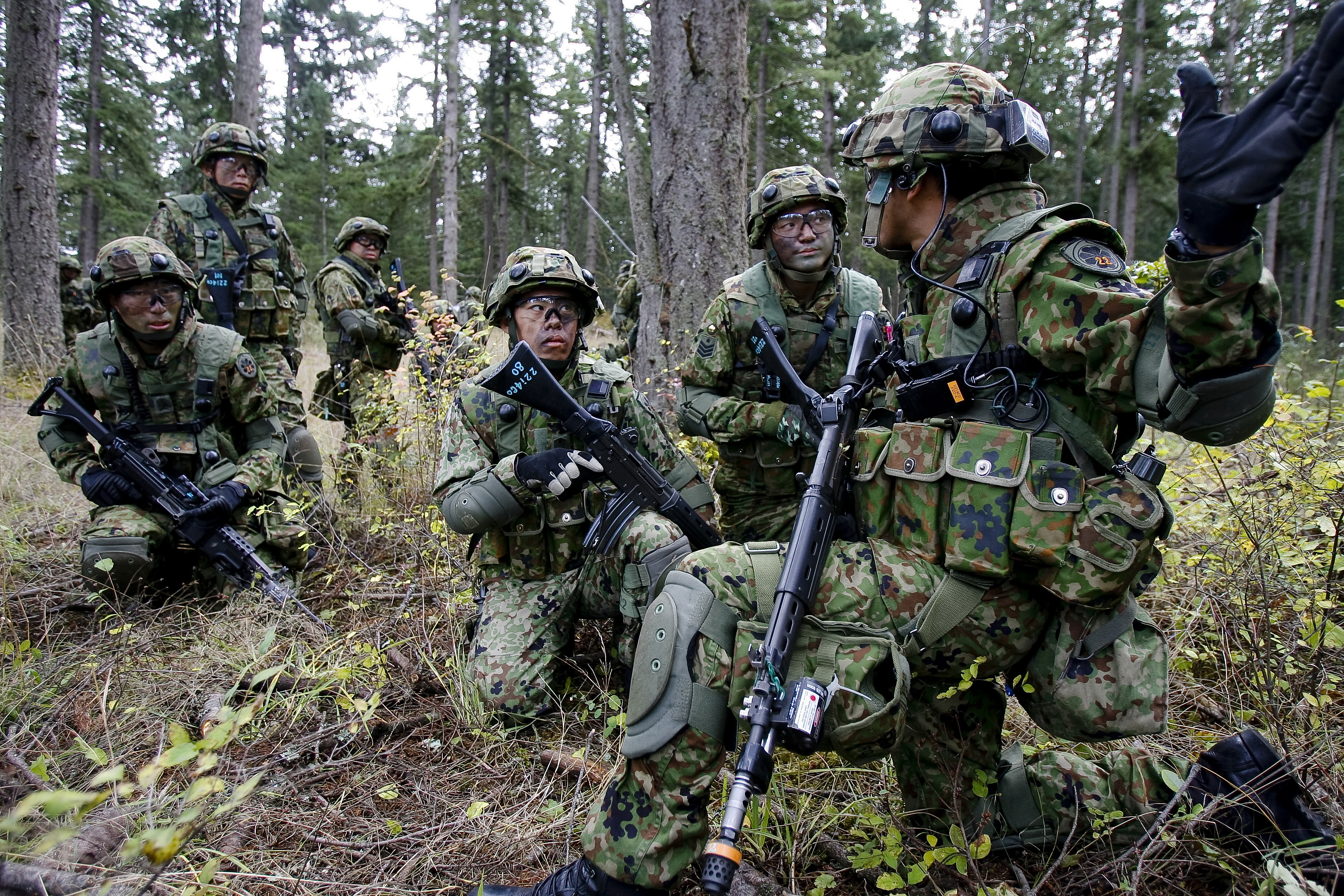
日本自衛隊一支突击小队

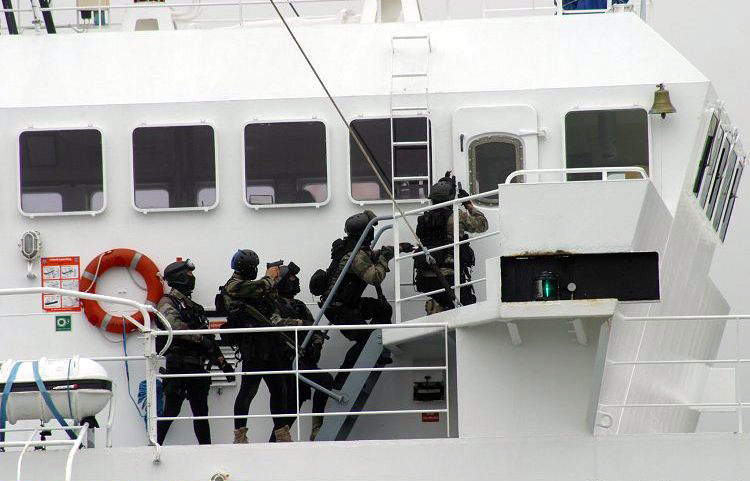
法國海軍特種部隊

突擊隊（英語：Commando），又稱特攻隊，是一種精英輕裝步兵或是特種部隊。美國陸軍遊騎兵就是一種突擊兵，因此突擊隊也被稱為「遊騎兵」。一般來說，突擊隊是有能力在發動大規模的攻勢中，作牽頭作用，並且可以在限定時間內，入侵距離與範圍比一般單位表現較為傑出。人員能夠有此表現，是因為有多樣化的特殊技能、武器與裝備，尤其是在與一般單位比較下，能夠傘降、攀冰、繩降及岸灘作戰等。

## 歷史
突擊隊的原文本來指的是「一支軍事化部隊」，像是陸軍的團，而不是一個隊員或行動名詞；但是現在也可以指單兵或突襲的軍事行動，原因是多年來，大眾多多少少誤解了新聞播報這個名詞時未有加以解釋而誤解了。

### 17世紀
或南非荷蘭語的可能產生於非洲殖民時期。荷蘭人揚·范里貝克作為荷蘭殖民地的統治長官，於南非開普敦向脫離荷兰东印度公司的自由布尔人發布了，准許這些布尔人武裝，條件是放棄土地分配與農耕權力，後來這些被要求協助維持殖民地的治安。在這點，與19世紀中，德克薩斯共和國的遊騎兵相似。
後來這樣的法制消失了，不過在布尔人侵入南部非洲的同時，布尔人社區與農莊也組成自保。
19世紀末，第二次布爾戰爭時，75,000名阿非利卡人對抗相對強大的英國軍隊（約450,000，包括了澳大利亞、紐西蘭和加拿大的增援部隊）時，對英國軍隊發動的游擊戰讓英國人頭痛不已。

### 第二次世界大戰
1940年，德國動用70名士兵成功偷襲了比利時埃本·艾美爾要塞。當時比利士的防守士兵有約800名。就此事件表明，經過特殊訓練，以偷襲和奇襲的方式，一小股力量就可以戰勝幾倍於自己的力量或數量，並且爲主力部隊完成任務及掃清障礙。